# کامبوزیا پرتوی
کامبوزیا پرتوی (۱۸ اسفند ۱۳۳۴ – ۴ آذر ۱۳۹۹) بازیگر، فیلم‌نامه‌نویس و کارگردان اهل ایران بود.
وی ۴ بار موفق به دریافت سیمرغ بلورین بهترین فیلمنامه برای من ترانه ۱۵ سال دارم، کافه ترانزیت، فراری و کامیون از جشنواره فیلم فجر شده و از این نظر رکورددار است.

## زندگی
کامبوزیا پرتوی در ۱۸ اسفند ۱۳۳۴ در رستم‌آباد گیلان زاده شد. او تحصیلاتش در دانشکده سینما و تئاتر دانشگاه هنر را ناتمام گذاشت و در دوران دانشجویی چند فیلم کوتاه مستند و داستانی برای تلویزیون ایران کارگردانی کرد.

## کارهای سینمایی
کامبوزیا پرتوی کار هنری خود را با ساخت فیلم‌های کوتاه در سینمای آزاد دماوند آغاز کرد. پس از مدتی نخستین فیلم بلند داستانی خود را با نام عینک برای شبکه دوم تلویزیون ساخت و کارگردانی در سینمای حرفه‌ای را با فیلم ماهی تجربه کرد. از آثار مطرح او در زمینه کارگردانی می‌توان به فیلم‌های ماهی، گلنار، بازی بزرگان، کافه ترانزیت، پرده و کامیون اشاره کرد.
کامبوزیا پرتوی در فیلم‌هایی مانند آدم (عبدالرضا کاهانی)، شبانه‌روز و پنج ستاره مشاور کارگردان و در فیلم‌هایی مانند شب یلدا (کیومرث پوراحمد)، یک شب، سه زن (منیژه حکمت) و سوت پایان (نیکی کریمی) مشاور فیلمنامه بوده‌است. وی همچنین نویسندگی فیلمنامه فیلم‌های دیگری همچون شیرک (داریوش مهرجویی)، دایره (جعفر پناهی)، شب و خیابان‌های آرام را بر عهده داشته‌است. پرتوی در ساخت خانه دوست کجاست؟ با عباس کیارستمی همکاری داشت و فیلمنامه ایستگاه متروک را بر پایه طرحی از او نوشت.

## زندگی شخصی
فرشته صدرعرفایی، همسر نخست کامبوزیا پرتوی و نسرین مرادی همسر دوم پرتوی بود. صدرعرفایی بازیگر اصلی کافه ترانزیت بود و نسرین مرادی هم در آخرین فیلم پرتوی کامیون ایفای نقش کرده بود.

## مرگ
کامبوزیا پرتوی روز سه‌شنبه ۴ آذر ۱۳۹۹ در بیمارستان دی تهران درگذشت. او از دو هفته پیش از مرگ برای انجام عمل قلب در بیمارستان بستری شده بود. خبر ابتلای وی به ویروس کرونا از یک هفته پیش از درگذشت او اعلام شده بود و علت اصلی مرگ، سکته مغزی و عدم تاب‌آوری اندام‌ها در اثر عمل جراحی و ابتلای همزمان به ویروس کرونا اعلام شد. پیکر کامبوزیا پرتوی ۵ آذر ۱۳۹۹ در قطعهٔ هنرمندان بهشت زهرا به خاک سپرده شد.

## فیلم‌شناسی
| نام فیلم              | سال ساخت | فیلمنامه                                 | کارگردان                   |
| --------------------- | -------- | ---------------------------------------- | -------------------------- |
| کامیون                | ۱۳۹۶     | کامبوزیا پرتوی                           | کامبوزیا پرتوی             |
| فراری                 | ۱۳۹۵     | کامبوزیا پرتوی                           | علیرضا داوودنژاد           |
| محمد رسول‌الله         | ۱۳۹۴     | مجید مجیدی، کامبوزیا پرتوی، حمید امجد    | مجید مجیدی                 |
| پرده                  | ۱۳۹۱     | کامبوزیا پرتوی، جعفر پناهی               | کامبوزیا پرتوی، جعفر پناهی |
| بچه طهران             | ۱۳۸۹     | کامبوزیا پرتوی                           | کامبوزیا پرتوی             |
| خیابان‌های آرام        | ۱۳۸۹     | کامبوزیا پرتوی                           | کمال تبریزی                |
| شب                    | ۱۳۸۶     | کامبوزیا پرتوی، رسول صدر عاملی           | رسول صدر عاملی             |
| هر شب تنهایی          | ۱۳۸۶     | کامبوزیا پرتوی، رسول صدر عاملی           | رسول صدر عاملی             |
| دیشب باباتو دیدم آیدا | ۱۳۸۳     | کامبوزیا پرتوی، رسول صدر عاملی           | رسول صدر عاملی             |
| کافه ترانزیت          | ۱۳۸۳     | کامبوزیا پرتوی                           | کامبوزیا پرتوی             |
| ایستگاه متروک         | ۱۳۸۰     | عباس کیارستمی، کامبوزیا پرتوی            | علیرضا رئیسیان             |
| من ترانه ۱۵ سال دارم  | ۱۳۸۰     | کامبوزیا پرتوی                           | رسول صدر عاملی             |
| علی و دنی             | ۱۳۷۹     | کامبوزیا پرتوی                           | وحید نیکخواه آزاد          |
| قطعه ناتمام           | ۱۳۷۹     | کامبوزیا پرتوی                           | مازیار میری                |
| دایره                 | ۱۳۷۸     | کامبوزیا پرتوی، جعفر پناهی               | جعفر پناهی                 |
| ننه لالا و فرزندانش   | ۱۳۷۵     | کامبوزیا پرتوی                           | کامبوزیا پرتوی             |
| افسانه دو خواهر       | ۱۳۷۳     | کامبوزیا پرتوی                           | کامبوزیا پرتوی             |
| برخورد                | ۱۳۷۰     | کامبوزیا پرتوی، علیرضا آقابالایی         | سیروس الوند                |
| بازی بزرگان           | ۱۳۶۹     | کامبوزیا پرتوی                           | کامبوزیا پرتوی             |
| گربه آوازخوان         | ۱۳۶۹     | کامبوزیا پرتوی                           | کامبوزیا پرتوی             |
| گلنار                 | ۱۳۶۷     | کامبوزیا پرتوی                           | کامبوزیا پرتوی             |
| خانه در انتظار        | ۱۳۶۶     | کامبوزیا پرتوی                           | منوچهر عسگری‌نسب            |
| شیرک                  | ۱۳۶۶     | کامبوزیا پرتوی (بر اساس طرحی از مهرجویی) | داریوش مهرجویی             |
| ماهی                  | ۱۳۶۶     | کامبوزیا پرتوی                           | کامبوزیا پرتوی             |

## کتاب
- پرتوی، کامبوزیا؛ اسدی، بهزاد (۱۴۰۲). دربارهٔ سینما با کامبوزیا پرتوی. تهران: نشر ثالث. شابک ۹۷۸-۶۰۰-۴۰۵-۹۳۲-۹.

## جایزه‌ها
کامبوزیا پرتوی برای ساخت فیلم ماهی جایزه بهترین فیلم جشنواره فیلم جیفونی ایتالیا و جایزه یونیسف از جشنواره فیلم برلین و جایزه بهترین فیلم جشنواره فیلم آدلاید استرالیا را به دست آورد.
پرتوی برای کارگردانی کافه ترانزیت جایزه جشنواره بین‌المللی فیلم مار دل پلاتا و جایزه فیپرشی جشنواره بین‌المللی فیلم داکا و همچنین سیمرغ بلورین بهترین فیلمنامه را از جشنواره فیلم فجر و تندیس زرین جشن خانه سینما را کسب کرد و نامزد هوگو طلایی جشنواره بین‌المللی فیلم شیکاگو، نامزد جایزه بالن طلایی جشنواره سه قاره در سال ۲۰۰۵ شد. وی همچنین برای کارگردانی این فیلم در بخش بهترین کارگردان کاندیدا شد.
او پیشتر جایزه بهترین فیلمنامه را برای فیلم من، ترانه ۱۵ سال دارم (رسول صدر عاملی) در سال ۱۳۸۰ از بیستمین دوره جشنواره بین‌المللی فیلم فجر دریافت کرد. پرتوی برای سومین و چهارمین بار هم این جایزه را برای فیلمنامه فیلم‌های فراری (علیرضا داوودنژاد) و کامیون دریافت کرد.
او همچنین دو جایزه بهترین فیلمنامه از جشن خانه سینما را برای فیلم‌های قطعه ناتمام (مازیار میری) و کافه ترانزیت از آن خود کرد. او نویسنده سریال گل پامچال و نویسنده طرح اولیه فیلم گروهبان بوده‌است.
فیلم پرده در سال ۱۳۹۱ با کارگردانی مشترک او و جعفر پناهی ساخته شد. فیلمی متفاوت که خود او نقش اول آن را بازی کرد. پرتوی و پناهی به صورت مشترک برای این فیلم نامزد جایزه بهترین کارگردانی جشنواره فیلم آسیا پاسیفیک، نامزد جایزه بهترین فیلم به انتخاب مخاطبان جشنواره بین‌المللی فیلم شیکاگو، نامزد جایزه چشم‌انداز تازه جشنواره فیلم سیتخس و برنده جایزه خرس نقره‌ای در شصت و سومین جشنواره بین‌المللی فیلم برلین شدند و جایزه ویژه بهترین بازخورد جامعه منتقدان فیلم آنلاین را از آن خود کردند.

## داوری جشنواره
- جشن سینمای ایران ـ دوره پانزدهم (۱۳۹۰)
- جشنواره بین‌المللی فیلم‌های کودکان و نوجوانان ـ دوره نوزدهم (۱۳۸۳)
- جشنواره فیلم فجر ـ دوره بیست و یکم (۱۳۸۱)
- جشنواره بین‌المللی فیلم‌های کودکان و نوجوانان ـ دوره چهاردهم (۱۳۷۸)